# Bolygó-patak
A Bolygó-patak az Alpokalja területén, Nárai településtől északra ered, Vas vármegyében. A patak forrásától kezdve déli-délkeleti irányban halad tovább. Útjának végén Jáknál éri el, déli irányban folyva a Jáki-Sorokba.

## Part menti települések
- Nárai
- Ják